# 竹内想
竹内 想（たけうち そう、8月2日 - ）は、日本の男性声優。神奈川県出身。身長175cm、血液型はA型。JTBエンタテインメントアカデミー東京校第4期4月卒業生。2011年4月よりJTBエンタテインメント所属。趣味は映画観賞、ドライブ。

## 出演

### テレビアニメ
2011年
- うたの☆プリンスさまっ♪ シリーズ（2011年 - 2015年、係員、高校生、男子生徒、コメンテーター、事務員 他） - 3シリーズ
- 輪るピングドラム（大人、黒い服の男、黒い男）

2012年
- GON -ゴン-（山鹿1）

2013年
- アウトブレイク・カンパニー
- 蒼き鋼のアルペジオ -アルス・ノヴァ-（武装兵A）
- DEVIL SURVIVOR 2 the ANIMATION（駅員）
- フリージング ヴァイブレーション（所員B）

2014年
- FAIRYTAIL（男C）
- 僕らはみんな河合荘（三井）

2015年
- 神様はじめました◎（門番）
- GANGSTA.（チンピラ）
- ヤング ブラック・ジャック（ヒエン）
- 乱歩奇譚 Game of Laplace（警官）

2016年
- シュヴァルツェスマーケン（クルト・グリーベル）
- 終末のイゼッタ（ゲール空軍兵）
- ネトゲの嫁は女の子じゃないと思った?（高崎想、猫姫親衛隊員、執事）

2017年
- キノの旅 -the Beautiful World- the Animated Series（事務警官）

2019年
- 本好きの下剋上 司書になるためには手段を選んでいられません（2019年 - 2020年、古代メソポタミア人、男、ディード、門番、フーゴ 他） - 2シリーズ
- 超人高校生たちは異世界でも余裕で生き抜くようです!（獄卒）

2021年
- 怪物事変（警察官、野次馬）

2025年
- キミと僕の最後の戦場、あるいは世界が始まる聖戦 Season II（帝国兵）

### 劇場アニメ
- 神秘の法（2012年、スタッフA）
- 聖☆おにいさん（2013年）
- RE:cycle of the PENGUINDRUM [後編] 僕は君を愛してる（2022年）

### Webアニメ
- 愛姫MEGOHIME（2019年、家来1[4]）
- キャップ革命 ボトルマン（2020年、黒服A）

### 吹き替え

#### 映画
時期不明
- ゴーストシップ（ロニー）
- トゥモロー・ワールド（ノア）

2010年
- サブウェイNY（タクシー運転手 / 警察官）

2012年
- ハムレット（ハムレット〈メル・ギブソン〉）※2012年に新録した音源をBDにのみ収録
- スーパー!（ホーリー・アベンジャー）
- チャイニーズ・フェアリー・ストーリー（朱）※2012年に新録した音源を収録
- 帰らざる夜明け（ジャン〈アラン・ドロン〉）※2012年に新録した音源を収録 ※主役
- 依頼人（ハン・チョルミン〈チャン・ヒョク〉）
- ビーストリー（トレイ・マディソン〈エリック・ヌードセン〉）
- ジャスト・ア・ヒーロー（リー〈ダニエル・ウー〉） ※実質的な主人公

2013年
- プリズナー・オブ・パワー 囚われの惑星（マクシム〈ワシリー・ステパノフ〉）
- エレベーター（ドン・ハンドリー〈クリストファー・バッカス〉）
- THE EXPERIMENT ジ・エクスペリメント（マクギリス大臣）
- ハイジャッキング（ジョー・バラード(MI6)）
- 燃えよ!じじぃドラゴン 龍虎激闘（マン）

2014年
- 曹操暗殺 三国志外伝（穆順〈玉木宏〉）

2015年
- カリギュラ（カリギュラ〈マルコム・マクダウェル〉）※主役

2016年
- きみといた2日間（アレック〈マイルズ・テラー〉）
- 白髪妖魔伝（卓一航〈ホァン・シャオミン〉）
- ロブスター（デイヴィッド〈コリン・ファレル〉）※主役

2018年
- 聖なる鹿殺し キリング・オブ・ア・セイクリッド・ディア（スティーヴン・マーフィ〈コリン・ファレル〉）
- 2バッドガイズ（フレンチ〈スコット・アドキンス〉）

2020年
- カラー・アウト・オブ・スペース -遭遇-（ワード・フィリップス〈エリオット・ナイト〉）

#### アニメ
- レゴ®チーマ〜アニマル戦士たちの伝説〜（ヴォリズ）
- れいぞうこのくにのココモン（2015年、キューリー）
- レゴ ニンジャゴー 時空の支配者編（2017年、アクロニックス[注 1]）

### DVD
- デアゴスティーニ 隔週刊 名探偵ポワロ DVDコレクション「プリマス行き急行列車」（ルパート）※発売日：2012年10月16日
- デアゴスティーニ 隔週刊 名探偵ポワロ DVDコレクション「オリエント急行の殺人」（マックイーン）発売日：2012年11月27日
- デアゴスティーニ 隔週刊 名探偵ポワロ DVDコレクション「複数の時計」（コリン）※発売日：2013年3月5日
- デアゴスティーニ 隔週刊 名探偵ポワロ DVDコレクション「エジプト墳墓のなぞ」（ガイ）※発売日：2013年4月2日
- デアゴスティーニ 隔週刊 名探偵ポワロ DVDコレクション「グランド・メトロポリタンの宝石盗難事件」（アンドリュー）※発売日：2013年7月9日

### ラジオドラマ
- 『カフェ・ラ・テ』（ラジオ日本）内ラジオドラマ「カフェラテ・ドラマ・ファクトリー」シーズン3
  - 放送テーマ『ライフ（生活、命・・・・）』（2012年3月15日）

### その他
- JTBエンタテインメント第2回公演「J-VOICEプロジェクト」活読劇「真夏の奇跡」（2013年5月21日）近藤正夫 役